# أباتسكويي
أباتسكويي (بالروسية: Абатское) هي مدينة في مقاطعة تيومين أوبلاست في روسيا.